# Houndé (département)
Cet article concerne le département et la commune urbaine. Pour la ville chef-lieu, voir Houndé.
Houndé est un département et une commune urbaine de la province du Tuy, situé dans la région des Hauts-Bassins au Burkina Faso.
En 2006, le dernier recensement comptabilisait 76 998 habitants.

## Villes
Le département et la commune urbaine de Houndé est administrativement composé d'une ville chef-lieu, également chef-lieu de la province du Tuy :
- Houndé,  subdivisée en cinq secteurs urbains (totalisant 39 458 habitants) :

- Secteur 1 (3 342 habitants)
- Secteur 2 (8 316 habitants)
- Secteur 3 (6 866 habitants)
- Secteur 4 (14 228 habitants)
- Secteur 5 (6 706 habitants)

et de quinze villages ruraux (totalisant 37 540 habitants) :
- Boho-Kari (1 786 habitants)
- Bombi (1 361 habitants)
- Bouahoun (4 627 habitants)
- Bouendé (146 habitants)
- Bouéré (6 478 habitants)
- Daboui (395 habitants)
- Dankari (3 297 habitants)
- Dohoun (3 727 habitants)
- Doufien (375 habitants)
- Kari (5 246 habitants)
- Kiéré (4 472 habitants)
- Laho (1 192 habitants)
- Siéni (1 569 habitants)
- Tiomboni (2 156 habitants)
- Touaho (713 habitants)